# Esteban Abadie
Esteban Abadie (Francia, 1 de diciembre de 1997) es un jugador profesional francés de rugby que se desempeña en la posición de ala cerrado en Rugby Club Toulonnais, equipo perteneciente a la liga Top 14.

## Carrera
Abadie es un jugador de formación francesa (JIFF). Comenzó su carrera deportiva con el equipo Racing 92, en el cual jugó diez temporadas (2009-2019), después pasó a Club Athlétique Brive-Corrèze (2019-2023), luego a Rugby Club Toulonnais, donde lleva jugando una temporada.